# Dixie (chanson)
Pour les articles homonymes, voir Dixie.
Dixie, aussi connue sous les appellations I Wish I Was in Dixie ou Dixie's Land, est une chanson populaire américaine. Elle fut à l'origine composée par un chanteur de l'Ohio, Dan Emmett (en), sous le nom de Dixie's Land et fut d'abord éditée par Phillip Werlein à La Nouvelle-Orléans en 1859. Le mot Dixie est le surnom donné au Sud des États-Unis.
Cet air devient très populaire sous le nom de Dixie et est rapidement identifié à l'image nostalgique et à l'idéologie des États du Sud. Il fut l'hymne officieux des soldats confédérés (sudistes), le contrepoint de The Battle Hymn of the Republic des soldats du Nord lors de la guerre de Sécession. 
Le chœur et le premier vers sont encore bien connus d'une grande partie du Sud des États-Unis. On entend très rarement les vers additionnels.

## Paroles

### Version originale
I wish I was in the land of cotton,

Old times there are not forgotten;

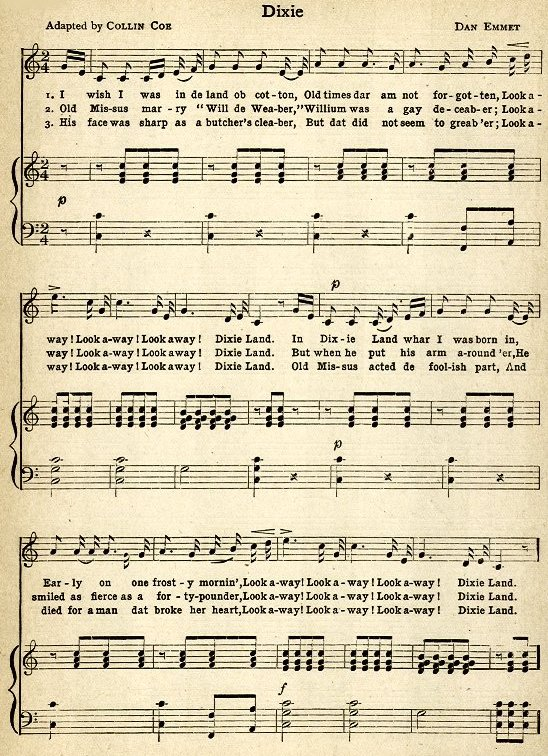
Partition de Dixie, page 1/2

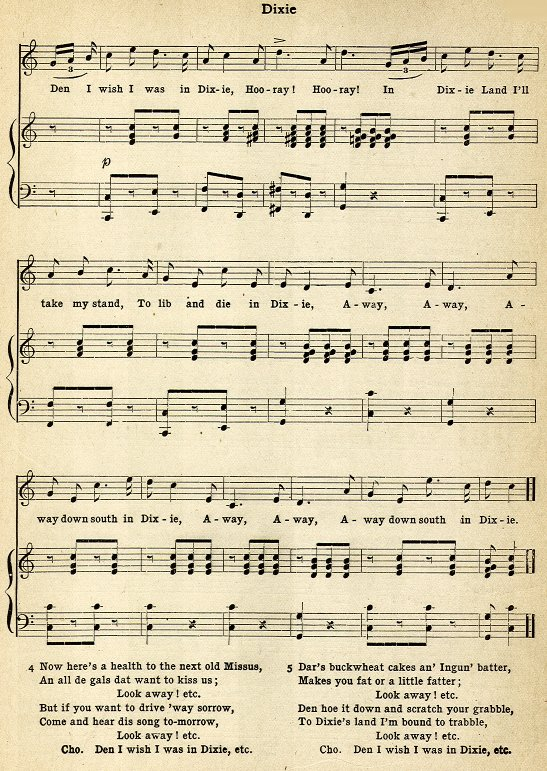
Partition de Dixie, page 2/2

Look away! Look away! Look away, Dixie's Land!

In Dixie's Land where I was born in,

Early on one frosty morning,

Look away! Look away! Look away, Dixie's Land!

(Refrain)

Then I wish I was in Dixie! Hooray! Hooray!

In Dixie's Land I'll take my stand, to live and die in Dixie!

Away! Away! Away down South in Dixie!

Away! Away! Away down South in Dixie!

Old Missus married "Will the Weaver";

William was a gay deceiver!

Look away! Look away! Look away, Dixie's Land!

But when he put his arm around her,

Smiled as fierce as a forty-pounder!

Look away! Look away! Look away, Dixie's Land!

Refrain

His face was sharp as a butcher's cleaver;

But that did not seem to grieve her!

Look away! Look away! Look away, Dixie's Land!

Old Missus acted the foolish part

And died for a man that broke her heart!

Look away! Look away! Look away, Dixie's Land!

Refrain

Now here's a health to the next old missus

And all the gals that want to kiss us!

Look away! Look away! Look away, Dixie's Land!

But if you want to drive away sorrow,

Come and hear this song tomorrow!

Look away! Look away! Look away, Dixie's Land!

Refrain

There's buckwheat cakes and Injin batter,

Makes you fat or a little fatter!

Look away! Look away! Look away, Dixie's Land!

Then hoe it down and scratch your gravel,

To Dixie's Land I'm bound to travel!

Look away! Look away! Look away, Dixie's Land!

Refrain

### Versions dérivées
Une autre version des paroles, beaucoup plus guerrière, fut proposé en avril 1861 par Albert B. Pikes mais ne resta pas dans la mémoire populaire:
Southrons, hear your country call you!

Up, lest worse than death befall you!

To arms! To arms! To arms! In Dixie!

Lo! all the beacon fires are lighted

Let all hearts be now united!

To arms! To arms! To arms! In Dixie!

(Refrain:)

Advance the flag of Dixie!

Hurrah! Hurrah!

For Dixie's Land we take our stand,

And live or die for Dixie!

To arms! To arms! And conquer peace for Dixie!

Hear the Northern thunders mutter!

Northern flags in South winds flutter!

To arms! To arms! To arms! In Dixie!

Send them back your fierce defiance!

Stamp upon the cursed alliance!

To arms! To arms! To arms! In Dixie!

Refrain

Fear no danger! Shun no labor!

Lift up rifle, pike, and sabre!

To arms! To arms! To arms! In Dixie!

Shoulder pressing close to shoulder,

Let the odds make each heart bolder!

To arms! To arms! To arms! In Dixie!

Refrain

How the South's great heart rejoices

At your cannon's ringing voices!

To arms! To arms! To arms! In Dixie!

For faith betrayed and pledges broken,

Wrongs inflicted, insults spoken,

To arms! To arms! To arms! In Dixie!

Refrain 

Strong as lions, swift as eagles,

Back to their kennels hunt these beagles!

To arms! To arms! To arms! In Dixie!

Cut the unequal bond asunder!

Let them hence each other plunder!

To arms! To arms! To arms! In Dixie!

Refrain

Swear upon your country's altar

Never to submit or falter!

To arms! To arms! To arms! In Dixie!

Till the spoilers are defeated,

Till the Lord's work is completed,

To arms! To arms! To arms! In Dixie!

Refrain

Halt not till our Federation

Secures among earth's powers its station!

To arms! To arms! To arms! In Dixie!

Then at peace, and crowned with glory,

Hear your children tell the story!

To arms! To arms! To arms! In Dixie!

Refrain

If the loved ones weep in sadness,

Victory soon shall bring them gladness.

To arms! To arms! To arms! In Dixie!

Exultant pride soon banish sorrow;

Smiles chase tears away tomorrow.

To arms! To arms! To arms! In Dixie!

Refrain

## Variantes
Du fait de son extrême popularité, de nombreuses variantes reprenant l'air ou les paroles de la chanson ont vu le jour.

### From Dixie with love
Dans les années 80, l'orchestre de l'Université du Mississippi a créé un mashup combinant une partie de l'air de Dixie et du Battle Hymn of the Republic, connu sous le nom de « From Dixie with Love » (Bons baisers de Dixie) ou « Slow Dixie ». En 2009, le chancelier de l'université Dan Jones demande à l'orchestre d'arrêter de jouer la chanson lors des rencontres sportives car de nombreux étudiants chantaient « the South will rise again » durant la cérémonie.

## Utilisations dans la culture populaire

### Cinéma
Le film Autant en emporte le vent sortie en 1939 utilise l'air de la chanson. L'opposition de Dixie avec The Battle Hymn of The Republic apparaît clairement dans l'« entracte » musical composé par Max Steiner : après la chute d'Atlanta et la fuite des protagonistes vers Tara, au milieu d'une campagne dévastée par l'Armée du Tennessee (dans le contexte de la Marche de Sherman vers la mer). Une introduction vive et tourmentée aux cordes en doubles croches précède des développements exposant le thème de Dixie en mode mineur, suivi du Battle Hymn of the Republic - également en mineur. Le thème principal de l'entracte revient, puis à nouveau Dixie. La musique, haletante, est alors comme sèchement rompue par une péroraison dramatique (accord véhément fortissimo avec timbales et tam-tam, orchestration sourde et grave, montée ton par ton et glissendo vers l'aigü), pendant qu’apparaît le texte sur fond de flammes : « et le vent balaya la Géorgie...Sherman ! ».